# Galeodopsis cyrus
Galeodopsis cyrus är en spindeldjursart som först beskrevs av Pocock 1895.  Galeodopsis cyrus ingår i släktet Galeodopsis och familjen Galeodidae. Inga underarter finns listade i Catalogue of Life.